# DR Læseklubber
DR Læseklubberne, som var et tilbud under DR, havde indtil 2018 i alt fem læseklubber: Krimiklubben, Klassikerklubben, Romanklubben, Testklubben og Fagbogklubben.
I 2018 blev klubberne nedlagt og de fem tilhørende nyhedsbreve slået sammen til et enkelt under titlen DR Bøger. I nyhedsbrevet får man en gang om ugen en opsamling af de artikler om litteratur og forfattere, som er lagt på dr.dk.
DR Romanklubberne er fortsat læsegrupper, der er et tilbud på landets biblioteker. Her mødes medlemmerne fysisk på det lokale bibliotek for at diskutere de seks romaner, der er kandidater til DR Romanprisen, og desuden bliver bøgerne diskuteret online på Litteratursiden.dk
- Krimiklubben[1] læser krimier. Det kan både være højaktuelle hit eller ældre kendte/ukendte titler, der har gode krimikvaliteter. Krimiklubben er aktiv fra december til maj.
- Klassikerklubben[2] Her læses de eviggyldige værker, som f.eks. Karen Blixen, Dostojevskij og Charlotte Brontë. Klassikerklubbens sæson går fra august til januar.
- Romanklubben[3] læser de nye, interessante romaner, og omdrejningspunktet i klubben er at finde modtageren af DR Romanprisen en gang om året. Romanklubben er aktiv hele året.
- Testklubben[4] har fokus på det nye og eksperimenterende inden for litteraturen. Testklubben læser og diskuterer i januar til juni.
- Fagbogklubben [5] tager fat på det nyeste inden for faglitteratur. Det er de debatskabende fagbøger, som benytter sig af fortællegreb, der ofte forbindes med skønlitteratur – som f.eks. Peter Øvig Knudsens Hippie 1. Fagbogklubben er aktiv hele året.

DR Romanklubben overrækker hvert år DR Romanprisen efter et forløb med seks nominerede romaner. I sidste ende er det en jury udvalgt blandt klubmedlemmer, der peger på modtageren af DR Romanprisen. Med prisen følger 25.000 kroner.
Tidligere modtagere af DR Romanprisen:
- Profeterne i Evighedsfjorden - Kim Leine (2013)
- Det syvende barn – Erik Valeur (2012)
- Det dobbelte land – Birgithe Kosovic (2011)
- Liberty – Jakob Ejersbo (2010)
- Dinosaurens fjer – Sissel-Jo Gazan (2009)
- Mærkedage – Jens Smærup Sørensen (2008)
- Vi, de druknede – Carsten Jensen (2007)
- Hundehoved – Morten Ramsland (2006)
- Undtagelsen – Christian Jungersen (2005)
- Unn fra Stjernestene – Hanne Marie Svendsen (2004)
- Trefoldighedsbarn – Vagn Lundbye (2003)
- Helt og heltinde – Hans Otto Jørgensen (2002)
- Bonsai – Kirsten Thorup (2001)
- Genspejlet – Svend Åge Madsen (2000)
- En skidt knægt – Bent Vinn Nielsen (1999)

DR Læseklubber arrangerer ofte events, som f.eks. forfattermøder, biografture eller byvandringer, hvor medlemmerne bliver inviteret med. Man tilmelder sig via hjemmesiden.

## Eksterne kilder og henvisninger
- DR Læseklubberne